# Kamerion Wimbley
Kamerion Wimbley (Wichita, 13 ottobre 1983) è un giocatore di football americano statunitense che gioca nel ruolo di defensive end per i Tennessee Titans della National Football League. Fu scelto nel corso del primo giro (13º assoluto) del Draft NFL 2006 dai Cleveland Browns. Al college giocò a football alla Florida State University.

## Carriera professionistica

### Cleveland Browns
Wimbley fu scelto al primo giro del Draft 2006 dai Cleveland Browns. Il 22 luglio firmò un contratto di 6 anni del valore di 23,7 milioni di dollari (9,3 milioni garantiti). Debuttò nella NFL il 10 settembre 2006 contro i New Orleans Saints. Nel suo primo anno si classificò 11º in tutta la NFL per il maggior numero di sack.
Con i Browns giocò in totale 63 partite su 64 disputate e partì titolare in tutte tranne la prima della sua carriera.
Il 14 marzo 2010 i Browns lo cedettero agli Oakland Raiders in scambio della 85a scelta del Draft 2010.

### Oakland Raiders
Debuttò con i Raiders il 12 settembre contro i Tennessee Titans. Il 2 gennaio 2011 contro i Chiefs mettendo a segno ben 3 sack, vincendo il titolo di miglior difensore della settimana della AFC. Giocò tutte e 16 le partite da titolare.
Il 24 febbraio 2011 i Raiders usarono su di lui l'opzione franchise tag proponendogli un contratto iniziale del valore di 10,091 milioni di dollari per un anno. Il 1º agosto Wimbley firmò un contratto di 5 anni per un totale di 48 milioni di dollari (29 milioni garantiti) di cui 4,25 milioni di bonus alla firma. Il 27 novembre contro i Chicago Bears fece un intercetto ritornandolo per 73 yard.
Il 18 marzo 2012 venne svincolato per liberare spazio salariale.

### Tennessee Titans
Il 20 marzo 2012, Wimbley firmò un contratto di 5 anni del valore di 35 milioni di dollari (13,5 milioni garantiti), di cui 9 milioni di bonus alla firma. Dopo essere sempre partito come titolare nella prima stagione con la nuova squadra, nel 2013 Wimbley perse il posto come partente, terminando con soli 11 tackle e 3 sack.

## Palmarès
- Miglior difensore della settimana della AFC: 1

17ª settimana della stagione 2010

## Statistiche
| Partite totali      | 127  |
| Partite da titolare | 111  |
| Tackle              | 410  |
| Sack                | 51.5 |
| Intercetti          | 2    |
| Fumble forzati      | 9    |

Statistiche aggiornate alla stagione 2013